# Перчатки Зыбалова
Перчатки Зыбалова — атравматическая модель боксёрских перчаток, предложенная советским судьёй АИБА Г. З. Зыбаловым для повышения общего уровня безопасности на соревнованиях по боксу. Данная разновидность перчаток за счёт своей конструкции способна снизить конечный импульс удара бойца примерно в 15—20 раз, что исключает возможность получения боксерами серьёзных ранений и нокаутов.
В 1980-х годах перчатки Зыбалова были приняты Международной ассоциацией любительского бокса АИБА вместе с рядом других нововведений в ходе реформирования регламента любительских поединков. По мнению скептиков эти реформы были навязаны под давлением Международного олимпийского комитета и воплощены в жизнь только из-за угрозы исключить бокс из числа олимпийских видов спорта.
В ряде современных спортивных публикаций перчатки Зыбалова подвергаются острой критике из-за того, что благодаря им исчезла необходимость в оттачивании защитной техники и выстраивании тщательной обороны в процессе ведения боя. Как утверждают их критики, проведение поединков с использованием перчаток Зыбалова не даёт возможности бойцам-нокаутёрам в полной мере реализовать свои сильные стороны. Кроме этого, отсутствие критической необходимости в продумывании оборонительной техники и тактики даёт неоправданное преимущество спортсменам с хорошей функциональной подготовкой над техничными и думающими боксёрами.

## Конструкция
Конструкция и устройство перчаток Зыбалова были изложены на страницах советского журнала «Изобретатель и рационализатор» № 10 1970 в двух специализированных вариантах:
- Первый вариант, защищённый авторским свидетельством № 269081 от 13 февраля 1970 года, предназначен для начального обучения новичков и тех спортсменов, кто выбрал боксёрские тренировки, как способ физподготовки и укрепления здоровья. Прокладка таких перчаток изготавливается из вспененного латекса или пенополиуретана и имеет две полости. Первая имеет сводчатую форму и предназначена для четырёх пальцев и широкой части кисти. Во второй полости располагается большой палец руки.

Благодаря сводчатому расположению пальцев, основная нагрузка при ударе приходится на вторую и третью фалангу, что придаёт кистевым суставам амортизационные свойства и снижает общую силу удара.
- Второй вариант, защищённый авторским свидетельством № 3697212 от 13 июня 1973 года, предназначен для подготовленных бойцов и отличается дополнительной защитой кулаков и кистей боксёра от травм. В нём набивка из конского волоса заменена синтетической, которая не обладает свойством смещаться внутри покрытия и значительно понижает шансы травмировать соперника. Общая конфигурация внешнего контура перчатки более компактно формирует кулак, глубоко укрывая большой палец в полости внутренней прокладки.

Перчатки прошли пробные испытания на поединках в Тбилиси, Оренбурге, Красногорске и были утверждены приказом Госкомспорта СССР № 164 от 10.02.1982 для внедрения в практику работы тренеров.